# تارا و تب توت فرنگی
تارا و تب توت فرنگی فیلمی به کارگردانی سعید سهیلی و نویسندگی سعید سهیلی، مجید مولایی محصول سال ۱۳۸۲ است.

## خلاصه داستان
تارا به اصرار همسر رزمنده اش فرهاد، به مناسبت انتشار اولین کتابش «تب توت فرنگی» از همه کسانی که نامشان در این کتاب برگرفته از خاطرات واقعی تارا آمده، دعوت می‌کند تا با هم جشن بگیرند. همان شب در جریان جشن، پس از ورود ناشناسی به خانه آنها صدای شلیک می‌آید، فرهاد کشته و تارا نیز به شدت زخمی می‌شود. پلیس بهترین سرنخ را همان کتاب تارا می‌داند و از همه کسانی که نامشان در کتاب آمده تحقیق می‌کند. سیمین، ترانه دوست صمیمی تارا را پیدا می‌کند و پیشنهاد می‌کند تا کتاب را بخواند. تارا کتاب را تقدیم به دوستش روژین کرده‌است. ترانه با خواندن کتاب گذشته را به خاطر می‌آورد. این که آنها ـ تارا و روژین و او ـ دوستان صمیمی همدیگرند، اما روژین که مجبور است تن به ازدواجی ناخواسته بدهد درست در روز ازدواجش توسط عوامل پسرخاله اش جلال دزدیده می‌شود. از آن سو ترانه، تورج برادرش را به یاد می‌آورد که خواستگار سمج تارا است، اما تارا به فرهاد، رزمنده ای که دوست برادر شهیدش محمود است، علاقه دارد. در زمان حال و در مراسم تدفین فرهاد، امیر شوهر ترانه به دیدن او می‌آید و معلوم می‌شود آنها با داشتن یک دختر پنج ساله به نام غزاله، متارکه کرده‌اند و امیر اصرار دارد که آنها دوباره با هم زندگی کنند. از سوی دیگر پلیس به تورج مشکوک است، زیرا سال‌ها قبل تارا به خواستگاری تورج جواب منفی داده، اما خودش به خواستگاری فرهاد رفته و نهایتاً با او ازدواج کرده‌است. نسرین گذشته را به خاطر می‌آورد که تورج چگونه در یکی از روزها به مقر زنان رزمنده آمده تا از تارا انتقام بگیرد، اما نهایتاً دست به خودزنی می‌زند و باز در زمان حال وقتی ترانه و سیمین به محل کار تورج می‌روند متوجه می‌شوند که او توسط پلیس دستگیر شده‌است. همکارش می‌گوید حیف که تورج در زمان جنگ و در اسارت توانایی حرف زدنش را از دست داده و گرنه تعریف می‌کرد که او سردار را نکشته‌است.

## بازیگران
- کتایون ریاحی در نقش ترانه
- لادن مستوفی در نقش تارا
- رامبد شکرابی در نقش تورج
- فرهاد قائمیان در نقش امیر
- لادن طباطبایی در نقش سیمین
- شهره سلطانی در نقش روژین
- بابک پناهی
- بابک حبیبی‌فر
- آمنه کیوانی در نقش خواهر بسیجی
- الهه منجزی در نقش دختر سیمین
- فخری خوروش در نقش مادر تارا

و 
- پژمان بازغی در نقش فرهاد